# NGC 4267
NGC 4267 (другие обозначения — UGC 7373, MCG 2-32-4, ZWG 70.13, VCC 369, PGC 39710) — линзовидная галактика в созвездии Девы. Открыта Уильямом Гершелем в 1784 году.
Изначально галактика классифицировалась как линзовидная без бара, но позже бар был обнаружен. Для галактики была измерена кривизна профиля поверхностной яркости от радиуса. Хотя профиль выглядит похожим на профиль галактики NGC 2767, распределение кривизны сильно отличается. Изменение кривизны с радиусом никак не отражает наличие бара в галактике. В центре галактики сразу начинается резкий рост кривизны от нуля, что означает, что балдж галактики является классическим. Галактика не имеет излома в профиле поверхностной яркости диска.
Этот объект входит в число перечисленных в оригинальной редакции «Нового общего каталога».